# سنن ابن ماجه
سنن ابن ماجه من كتب الأحاديث النبوية وهو سادس الكتب الستة التي هي أصول السنة النبوية المشرفة لصاحبه ابن ماجه أبو عبد الله محمد بن يزيد القزويني، وماجه اسم أبيه يزيد وهو من أَجَلِّ كتبه، وأعظمها وأبقاها على الزمان، وبها عرف واشتهر، وقد رتب الأحاديث على الكتب والأبواب، واختلف العلماء حول منزلته من كتب السنة. وسنن ابن ماجه منها: الصحيح، والحسن، والضعيف، بل حتى المنكر والموضوع على قلته. ومهما يكن من شيء، فالأحاديث الموضوعة قليلة بالنسبة إلى جملة أحاديث الكتاب، التي تزيد عن 4000 حديثًا. وتوفي سنة 273هـ 

## مؤلفاته
من أهم ما خلف الإمام:
كتاب السنن (سنن ابن ماجه) متداول حاليًّا.
تفسير حافل للقرآن الكريم كما قال ابن كثير.
تاريخ ممتاز أرخ فيه من عصر الصحابة إلى عصره.
وهو أحد كتب الستة. رتبه ابن ماجه على أبواب الفقه. فيه 4341 حديث وفيه الصحيح والحسن والضعيف

## منهج ابن ماجه في سننه
بدأ ابن ماجه كتابه السنن بمقدمة عن السنة واتباعها ليعلم الطالب أن يتبع هذه السنن ويتمسك بها
قال السيوطي: ((وهذا أحسن بالترتيب حيث بدأ بأبواب اتباع السنة إشارة إلى ان التصنيف في جمع السنن أمر لا بد منه وتنبيها للطالب على أن الأخذ بهذه السنن من الواجبات الدينية ثم عقب هذه الأبواب أبواب العقائد من الإيمان والقدر لأنها أول الواجبات على المكلف ثم عقب بفضائل الصحابة لأنهم مبلغوا السنن إلينا فما لم يثبت عدالتم لا يتم لنا العلم بالسنن والاحكام ))
ثم ذكر ابن ماجه بقية الكتاب ابتداءً من كتاب الطهارة حتى آخر كتاب وهو كتاب الزهد وكان آخر حديث قال فيه ابن ماجه:
حَدَّثَنَا أَبُو بَكْرِ بْنُ أَبِي شَيْبَةَ، وَأَحْمَدُ بْنُ سِنَانٍ قَالَا: حَدَّثَنَا أَبُو مُعَاوِيَةَ، عَنِ الْأَعْمَشِ، عَنْ أَبِي صَالِحٍ، عَنْ أَبِي هُرَيْرَةَ، قَالَ: قَالَ رَسُولُ اللَّهِ صَلَّى اللهُ عَلَيْهِ وَسَلَّمَ: " مَا مِنْكُمْ مِنْ أَحَدٍ إِلَّا لَهُ مَنْزِلَانِ: مَنْزِلٌ فِي الْجَنَّةِ، وَمَنْزِلٌ فِي النَّارِ، فَإِذَا مَاتَ، فَدَخَلَ النَّارَ، وَرِثَ أَهْلُ الْجَنَّةِ مَنْزِلَهُ، فَذَلِكَ قَوْلُهُ تَعَالَى: {أُولَئِكَ هُمُ الْوَارِثُونَ} [المؤمنون: 10]

## أبواب الكتاب
1. افتتاح الكتاب في الإيمان وفضائل الصحابة والعلم[2]
2. كتاب الطهارة وسننها
3. كتاب الصلاة
4. كتاب الأذان، والسنة فيه
5. كتاب المساجد والجماعات
6. كتاب إقامة الصلاة والسنة فيها
7. كتاب الجنائز
8. كتاب الصيام
9. كتاب الزكاة
10. كتاب النكاح
11. كتاب الطلاق
12. كتاب الكفارات
13. كتاب التجارات
14. كتاب الأحكام
15. كتاب الهبات
16. كتاب الصدقات
17. كتاب الرهون
18. كتاب الشفعة
19. كتاب اللقطة
20. كتاب العتق
21. كتاب الحدود
22. كتاب الديات
23. كتاب الوصايا
24. كتاب الفرائض
25. كتاب الجهاد
26. كتاب المناسك
27. كتاب الأضاحي
28. كتاب الذبائح
29. كتاب الصيد
30. كتاب الأطعمة
31. كتاب الأشربة
32. كتاب الطب
33. كتاب اللباس
34. كتاب الأدب
35. كتاب الدعاء
36. كتاب تعبير الرؤيا
37. كتاب الفتن
38. كتاب الزهد

## أقوال العلماء عن الكتاب
- قال ابن ماجه: « عرضتُ هذه السنن على أبي زرعة الرازي فنظر فيها، وقال: أظن إن وقع هذا في أيدي الناس تعطلت هذه الجوامع، أو أكثرها، ثم قال: لعله لا يكون فيه تمام ثلاثين حديثًا مما في إسناده ضعف أو نحو ذا»[3] 
وقد علق ابن طاهر على هذه العبارة فقال: « حسبك من كتاب يعرض على أبي زرعة الرازي ويذكر هذا الكلام بعد إمعان النظر والنقد»[4]
- قال الحافظ ابن كثير في كتابه البداية والنهاية أثناء حديثه عن ابن ماجه: « صاحب (السنن) المشهورة، وهي دالة على عمله وعلمه، وتبحره واطلاعه، واتباعه للسنة في الأصول والفروع، ويشتمل على اثنين وثلاثين كتابًا وألف وخمس مئة باب، وعلى أربعة آلاف حديث كلها جياد سوى اليسيرة»[5]
وقال أيضًا في كتابه اختصار علوم الحديث: « هو كتاب مفيد قوي التبويب في الفقه»[6]
- قال ابن طاهر: « ولعمري إن كتاب أبي عبد الله ابن ماجه، من نظر فيه علم مزية الرجل من حسن الترتيب، وغزارة الأبواب، وقلة الأحاديث، وترك التكرار، ولا يوجد فيه من النوازل والمقاطيع والمراسيل والرواية عن المجروحين ، إلا قدر ما أشار إليه أبو زرعة، وهذا الكتاب وإن لم يشتهر عند أكثر الفقهاء، فإن له بالري وماوالاها شأن عظيم، عليه اعتمادهم، وله عندهم طرق كثيرة»[7]
- قال ابن الأثير: « كتابه ، كتاب مفيد قوي النفع في الفقه ، لكن فيه أحاديث ضعيفة جدًّا ، بل منكرة»[8]

## من شروحات الكتاب[9]
- (شرح سنن ابن ماجه) لأبي الحسن علي بن عبد الله ابن نعمة الأنصاري الأندلسي المحدث الفقيه المالكي المتوفى سنة 567 هـ.
- (شرح سنن ابن ماجه) للعلامة عبد اللطيف البغدادي المتوفى سنة 629 هـ.
- (ما تمس إليه الحاجة من شرح ابن ماجه) لعمر بن علي بن أحمد ابن الملقن المتوفى سنة 804 هـ.
- (مصباح الزجاجة على سنن ابن ماجه) لجلال الدين عبد الرحمن بن أبي بكر بن محمد السيوطي المتوفى سنة 911 هـ.
- (ما تدعو إليه الحاجة على سنن ابن ماجه) لشمس الدين أبي الرضا محمد بن حسن الزبيدي الشافعي.
- (كفاية الحاجة في شرح ابن ماجه) وهو حاشية للسندي أبي الحسن محمد بن عبد الهادي المتوفى سنة 1138 هـ.
- (إهداء الديباجة بشرح سنن ابن ماجة) وهو شرح لكمال الدين محمد بن موسى الدميري المتوفى سنة 808 هـ.

## انتقاءات ومختصرات للكتاب[10]
- (الغيوث الثجاجة في مختصر ابن ماجه) للشيخ شمس الدين بن عمار المصري المالكي المتوفى سنة 844 هـ.
- (الديباجة لتوضيح منتخب ابن ماجه) وهو شرح لمختصر شمس الدين بن عمار المصري.
- (منتقى من سنن ابن ماجه) لمؤلف مجهول.

## طبعات الكتاب[11]
- (الطبعة الهندية) هي طبعة قديمة، طُبعت في دلهي في الهند سنة 1282 هـ.
وعلى هامشها شرحان: الأول: (إنجاح الحاجة) لعبد الغني الدهلوي المدني، والثاني: (مصباح الزجاجة) للسيوطي.
- (الطبعة المصرية): طبعت في المطبعة العلمية بمصر، وبهامشها (حاشية السندي) سنة 1313 هـ.
- (طبعة دار إحياء التراث العربية): بعناية الأستاذ محمد فؤاد عبد الباقي، والتي قام بطباعتها فيصل عيسى البابي الحلبي في مجلدين عام 1373 هـ، 1954 م، وقد اعتمد محمد فؤاد عبد الباقي في إخراجها على الطبعة الهندية والطبعة المصرية، وهي أشهر الطبعات، وأكثرها استعمالًا بين المنشغلين بالسنة المطهرة، بل وإليها يعزو كل من جاء بعده، وتميزت بشرح لغريب الحديث، وبعض التعليقات على الأحاديث وذلك بالاستفادة من تعليقات البوصيري في الزوائد، ولكن يعيبها أنه ليس لها أصل خطي، ولذلك وقع فيها بعض الأخطاء، ومن ذلك زيادة بعض الأحاديث التي لا يُعلم من أين أتت؟!
- (طبعة الدكتور محمد مصطفى الأعظمي): وقد طبعت بشركة الطباعة السعودية «المحدودة» سنة 1403 هـ، 1983 م، في مجلدين، اعتمد فيها على نسخة خطية واحدة، وقد قابل نسخة محمد فؤاد عبد الباقي على هذه النسخة الخطية، وصحح ما فيها من أخطاء، ومن ذلك حذف الأحاديث الزائدة، وجعل الترتيب موافقًا للمخطوط لا المطبوع، ويؤخذ على هذه الطبعة استبعاد زيادات أبي الحسن القطان، وهي ثابتة في أصله الذي اعتمد عليه.
- (طبعة دار الجيل) ببيروت 1418 هـ - 1998 هـ، تحقيق الدكتور بشار عواد معروف، وقد اعتمد في تحقيقه على نسختين، وتخريج الأحاديث في هذه الطبعة أوسع من سابقتها، وتم فيها الحكم على الأحاديث صحةً وضعفًا، ويؤخذ عليها خلو هوامشها من الاختلافات التي بين النسختين المعتمدتين في إخراجها، إلا القليل في المجلدين الرابع والخامس، كما أن المحقق وقع في نفس الأخطاء التي عابها على الأستاذ محمد فؤاد عبد الباقي، وكذلك فقد أثبت أحاديث في النص من خارج أصوله التي اعتمد عليها، كما أن للمحقق تصرف في النص لمجرد توهم الخطأ.
- (طبعة جمعية المكنز الإسلامي) بالقاهرة، 1421 هـ، اعتمد في تحقيقها على طبعة محمد فؤاد عبد الباقي، والطبعة الهندية، وطبعة الدكتور محمد مصطفى الأعظمي، كما اعتمد فيها على نسختين خطيتين.
- (طبعة الرسالة العالمية) بدمشق، بتحقيق الدكتور شعيب الأرناؤوط وآخرون، طبعت في خمس مجلدات، اعتمد فيها على ثلاث نسخ خطية، ويؤخذ على هذه الطبعة زيادة زيادة أحاديث من خارج الأصول المعتمد عليها عندهم.
- (طبعة دار الصديق)، سنة 1431 هـ - 2010 م، في مجلد واحد، بتحقيق الشيخ عصام موسى هادي، اعتمد في إخراجها على ست نسخ خطية، وقد تعقب ما وقعت فيه (طبعة الرسالة) من أخطاء في مقدمة تحقيقه، ويؤخذ عليها الزيادات التي أثبتها المحقق وهي أحاديث من النسخة المحمودية، وهي نسخة غير محددة الرواية، ويظهر أنها نسخة ملفقة من عدة روايات.
- (طبعة دار تأصيل) وهي طبعة اعتُمد في ضبط نصها على ست نسخ، منها أصلين خطيين في غاية التوثيق والإتقان، أحدهما انفردت به دار تأصيل ولم تُسبق إليه، وهو أصل عالي السند، كُتب من أصلين قُرئا على عدد من أجل أصحاب المصنف، وأصل كتب جله الإمام ابن قدامة المقدسي، ومن النسخ كذلك نسخة هي حاكمة للترجيح فيما وقع من فروق وإشكالات وهي نسخة المكتبة الوطنية بباريس، وثلاث نسخ استفيد منها في معالجات خاصة للنص.

## وصلات خارجية
- قراءة الكتاب على الشبكة
- تحميل الكتاب